# Carol Grimes
Carol Ann Grimes (* 7. April 1944 in Lewisham, London) ist eine britische Sängerin und Songwriterin, die auch im Bereich des Bluesrock und Jazz hervorgetreten ist.

## Leben
Grimes war zunächst als Straßenmusikerin tätig. Sie trat dann mit zahlreichen Gitarristen und Mundharmonikaspielern auf, bevor sie ihre Band Race gründete, die Bluesmusiker begleitete und auch auf dem europäischen Festland tourte. Ihr erstes Album nahm sie mit der Band Delivery auf, der sie von 1969 bis 1971 angehörte. 1972 gründete sie mit Dave Skinner Uncle Dog. 1974 arbeitete sie in den USA, wo sie in Nashville und Memphis mit führenden Soul-Session-Musikern Alben aufnahm, etwa mit The London Boogie Band. Fast gleichzeitig begann sie ihre Solokarriere mit dem Album Warm Blood. Daneben arbeitete sie mit Laka Daisical, den Guest Stars und Annie Whitehead, dann mit Maggie Nicols in Contradictions.
1982 gründete Grimes die Band Sweet Crocodiles; seit 1984 war sie mit Eyes Wide Open unterwegs, arbeitete sie mit der Saxophonistin Angèle Veltmeijer, Steve Lodder, dem Gitarristen Maciek Hrybowicz, dem Kontrabassisten Mario Castronari und anderen zusammen und schrieb jazzorientiertes Material. Weiterhin ging sie musikalische Partnerschaften mit dem Sänger Ian Shaw und der Pianistin Janette Mason ein, arbeitete mit Alan Barnes und dem Gitarristen Tony Rémy und kollaborierte mit dem sudanesischen E-Bass-Gitarristen Sami El Salahi. 1995 war sie mit der britischen Sängerin Najma Akhtar auf Tournee. Mit dem Chor The Shout interpretierte sie Songs von Orlando Gough und Richard Chew.

## Diskographie
- Delivery Fools Meeting (1970)
- Uncle Dog Old Hat (1972)
- Warm Blood (Caroline 1974)
- Carol Grimes (auch Memphis Album) (Decca 1975, mit den Brecker Brothers)
- Sweet F.A. (mit Tony Hicks, Peter Kirtley, Gary Twigg, Ollie Marland, 1979)
- Eyes Wide Open (Line, 1987)
- Daydreams and Danger (Line 1988)
- Why Don't They Dance? (Line 1989)
- Carol Grimes & Ian Shaw Lazy Blue Eyes (Ace Records, 1990)
- Into the Red
- Carol Grimes & Janette Mason Alive at Ronnie Scott's (Jazz House 1994)
- Mother (Irregular Records 2003)
- Something Secret (Duo mit Giles Perring) (Triumphant Sound 2007)

## Lexikalische Einträge
- John Chilton: Who's Who of British Jazz Continuum, London 2004 (2. Auflage)